# Sandracottus chevrolati
Sandracottus chevrolati är en skalbaggsart som först beskrevs av Aubé 1838.  Sandracottus chevrolati ingår i släktet Sandracottus och familjen dykare. Inga underarter finns listade i Catalogue of Life.